# Atrichopogon homoius
Atrichopogon homoius är en tvåvingeart som beskrevs av Ingram och John William Scott Macfie 1921. Atrichopogon homoius ingår i släktet Atrichopogon och familjen svidknott.
Artens utbredningsområde är Ghana. Inga underarter finns listade i Catalogue of Life.